# Saül
Saül är en kommun i det franska utomeuropeiska departementet Franska Guyana i Sydamerika. År 2022 hade Saül 297 invånare.

## Befolkningsutveckling
| Befolkningsutvecklingen i Saül 1990–2021 | Befolkningsutvecklingen i Saül 1990–2021 | Befolkningsutvecklingen i Saül 1990–2021 | Befolkningsutvecklingen i Saül 1990–2021 | Befolkningsutvecklingen i Saül 1990–2021 |
| ---------------------------------------- | ---------------------------------------- | ---------------------------------------- | ---------------------------------------- | ---------------------------------------- |
|                                          |                                          |                                          |                                          |                                          |
| År                                       |                                          |                                          | Folkmängd                                |                                          |
| 1990                                     | 1990                                     |                                          | 63                                       |                                          |
| 1999                                     | 1999                                     |                                          | 160                                      |                                          |
| 2007                                     | 2007                                     |                                          | 158                                      |                                          |
| 2015                                     | 2015                                     |                                          | 150                                      |                                          |
| 2021                                     | 2021                                     |                                          | 317                                      |                                          |